# 性關係中的年齡差距
性關係中的年齡差距（age disparity in sexual relationships）是指在一段性關係中的人的年齡差距。所謂年齡差距就是雙方年歲的落差數，其受到文化、法律、道德背景等因素的廣泛影響。

## 相關參見
- 最低合法性交年齡
- 老少配
- 罗莉塔
- 姊弟戀
- 戀母情結
- 戀父情結